# Бюхель, Беньямин
Беньями́н Бю́хель (нем. Benjamin Büchel; 4 июля 1989, Руггелль) — лихтенштейнский футболист, вратарь и капитан клуба «Вадуц». Игрок национальной сборной.

## Клубная карьера
Беньямин начал карьеру вратаря в родном «Руггелле», был на просмотре в «Санкт-Галлене». Затем, транзитом через швейцарский «Виднау», попал в «Эшен-Маурен», в составе которого стал обладателем кубка Лихтенштейна, в финале отразив два удара в серии пенальти против клуба «Вадуц».
14 августа 2012 года Бюхель подписал контракт с клубом Первой английской лиги «Борнмут», он стал вторым лихтенштейнским игроком в чемпионате англии, после Франца Бургмейера и четвертым за границей. 4 сентября 2015 года Беньямин перешёл в «Оксфорд Юнайтед». В марте 2017 года на правах аренды перешёл в «Барнет». По окончании аренды покинул «Оксфорд Юнайтед».
В 2018 году перешёл в клуб «Вадуц», выступающий в швейцарской Челлендж-лиге. В сезоне 2019/20 Бюхель стал капитаном команды, в котором команда вышла в Суперлигу. 24 сентября 2019 года продлил контракт с клубом до 30 июня 2022 года.

## Карьера в сборной
Дебютировал в сборной Лихтенштейна 19 ноября 2008 года, заменив Петера Йеле на 80-й минуте в выездном матче против Словакии, завершившегося поражением со счётом 0:4. Свой первый матч с первых минут в сборной провел против Исландии, в котором его сборная уступила 0:2.
В сезоне 2009/2010 сыграл 5 матчей за национальную сборную до 21-го года в рамках отборочных матчей на чемпионат Европы среди молодёжи.
Он принял участие в 11 матчах, в том числе, отстоял «на ноль» в матче с Литвой в отборочном цикле на Евро-2012 и со сборной Молдавии в отборе на Чемпионат мира 2014.

## Достижения

### Командные
«Эшен-Маурен»
- Обладатель Кубка Лихтенштейна: 2011/2012

«Вадуц»
- Обладатель Кубка Лихтенштейна: 2018/2019, 2021/2022
- Победитель Челлендж-лиги: 2020/2021

«Борнмут»
- Победитель Первой лиги: 2014/2015.

### Личные
- Футболист года в Лихтенштейне: 2022[8][9]